# Bayston Hill
Bayston Hill is een civil parish in het bestuurlijke gebied Shropshire, in het Engelse graafschap Shropshire met 5079 inwoners.